# OTO Melara 76 mm
A 76 mm-es 76/62 típusú hajófedélzeti automata lövegcsalád a világ egyik legelterjedtebb tengerészeti tűzfegyvere, amelyet eredetileg az OTO Melara (ma már Leonardo S.p.A.) fejleszt és gyárt. A földi és légi célok ellen egyaránt alkalmazható lövegek különféle változatait mintegy 50 ország haditengerészete és partiőrsége rendszeresítette világszerte.

## Típusváltozatok és jellemzőik

### Compact
Az első változat, amely 1964-ben került először rendszeresítésére. Tűzgyorsasága 85 lövés percenként.

### Super Rapid
A magasabb, percenkénti 120 lövéses tűzgyorsasággal rendelkező Super Rapid vagy olaszul "Super Rapido" változatot az 1980-as évek elején fejlesztették ki, és máig gyártásban maradt. A Super Rapid nagyobb tűzsebességét egy gyorsabb adagolórendszer kialakításával érték el.

### Strales-rendszerű
Az olasz haditengerészet a továbbfejlesztett Super Rapido-t Strales rendszerrel és irányított DART lőszerekkel részesítette előnyben a "Fast Forty" 40 mm-es CIWS-szel szemben rakétaelhárító szerepben, mivel egyidejűleg több szubszonikus rakétát is képes leküzdeni akár 8000 méter távolságból is. Ez a közepes kaliberű fegyver viszonylag nagy hatótávolsággal rendelkezik és felszíni célpontok ellen is használható.

### Sovraponte
A 76/62 Sovraponte ("fedélzet feletti") egy új, kompakt könnyű változata a 76/62 lövegnek. A rendszer körülbelül 30-40%-kal könnyebb, mint a szabványos Super Rapid, és telepítéséhez nincs szükség arra hogy alsó fedélzetre is benyúljon a rendszer lőszertárolója. A lövegtorony 76 tüzelésre kész lövedéket tartalmaz, és Strales rendszerrel vagy anélkül is megrendelhető. A Sovraponte lövegtornyot először az olasz haditengerészet Thaon di Revel osztályú járőrhajójára telepítetté, a helikopterhangár teteje felett kihasználva azt a tulajdonságát, hogy nincs szüksége a fedélzet alatti térre.

### Otomatic
OF–40 harckocsi alvázra épített 76 mm-es önjáró légvédelmi löveg. Csak egy prototípus készült belőle.

### Draco B1
Centauro kerekes alvázra épített 76 mm-es önjáró légvédelmi löveg. Csak egy prototípus készült belőle.

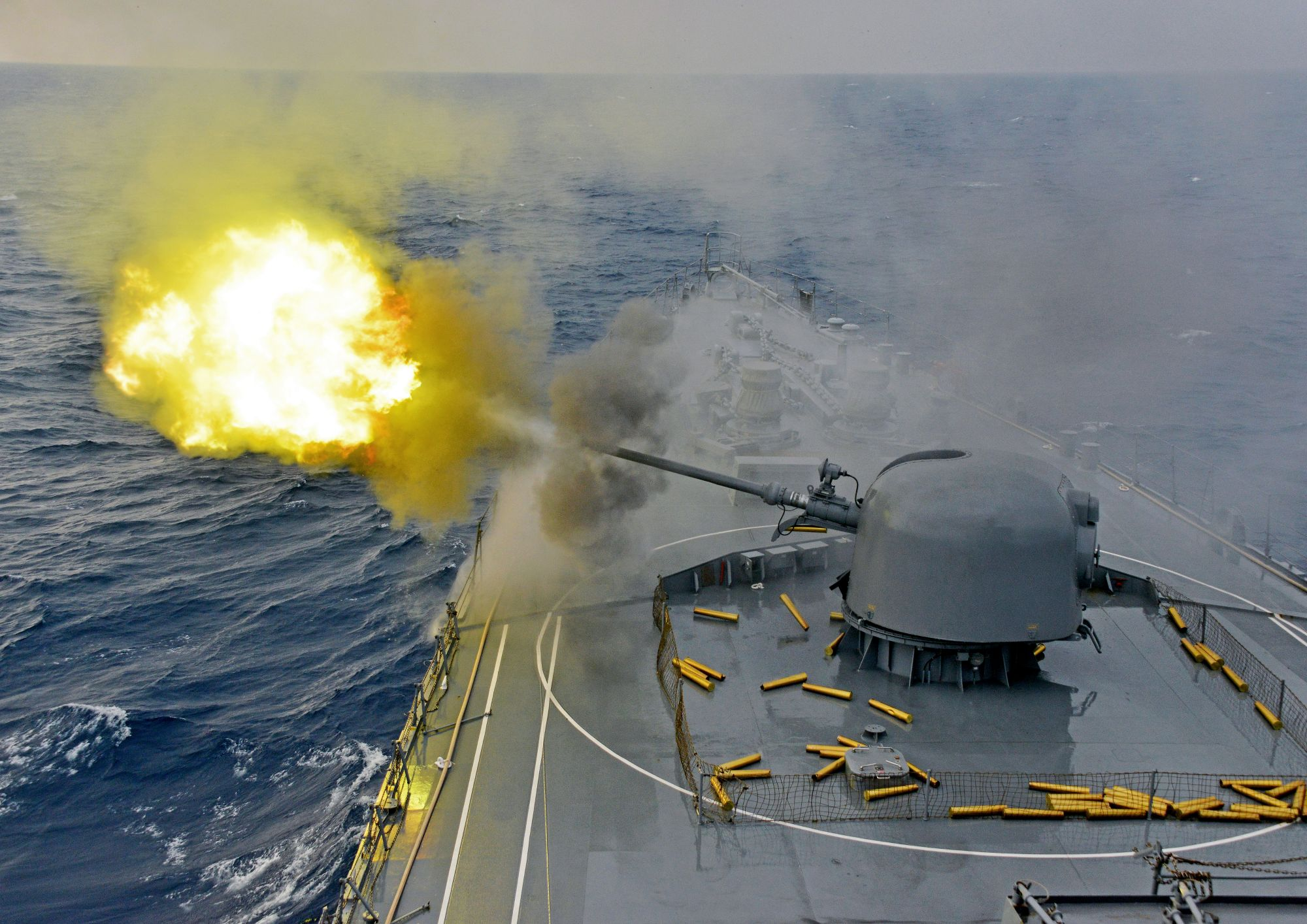
A 76mm Compact löveg a gömbölyded toronyról ismerhet fel
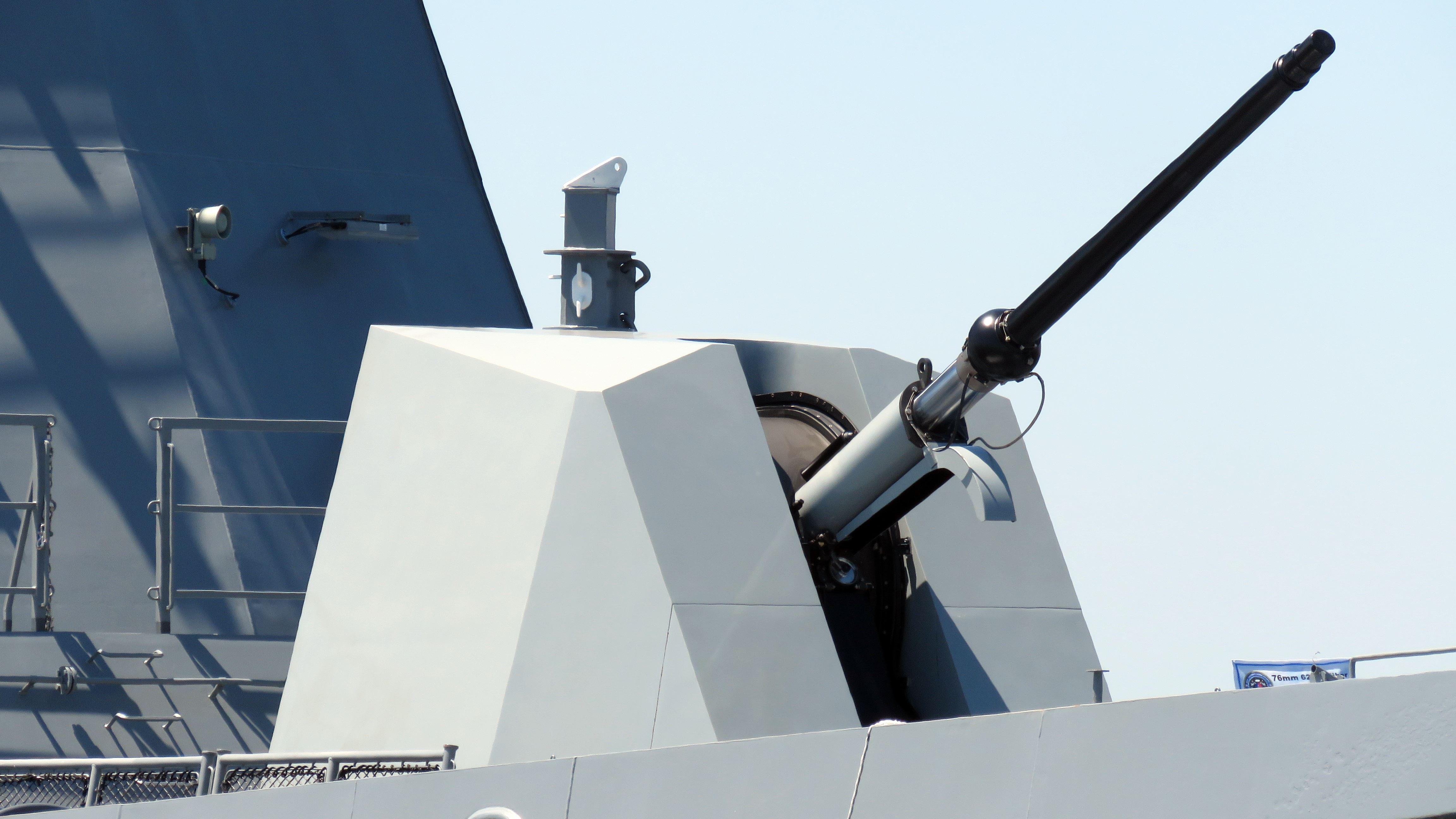
76 mm-es Super Rapid lövegtornya csökkentett radar keresztmetszetű
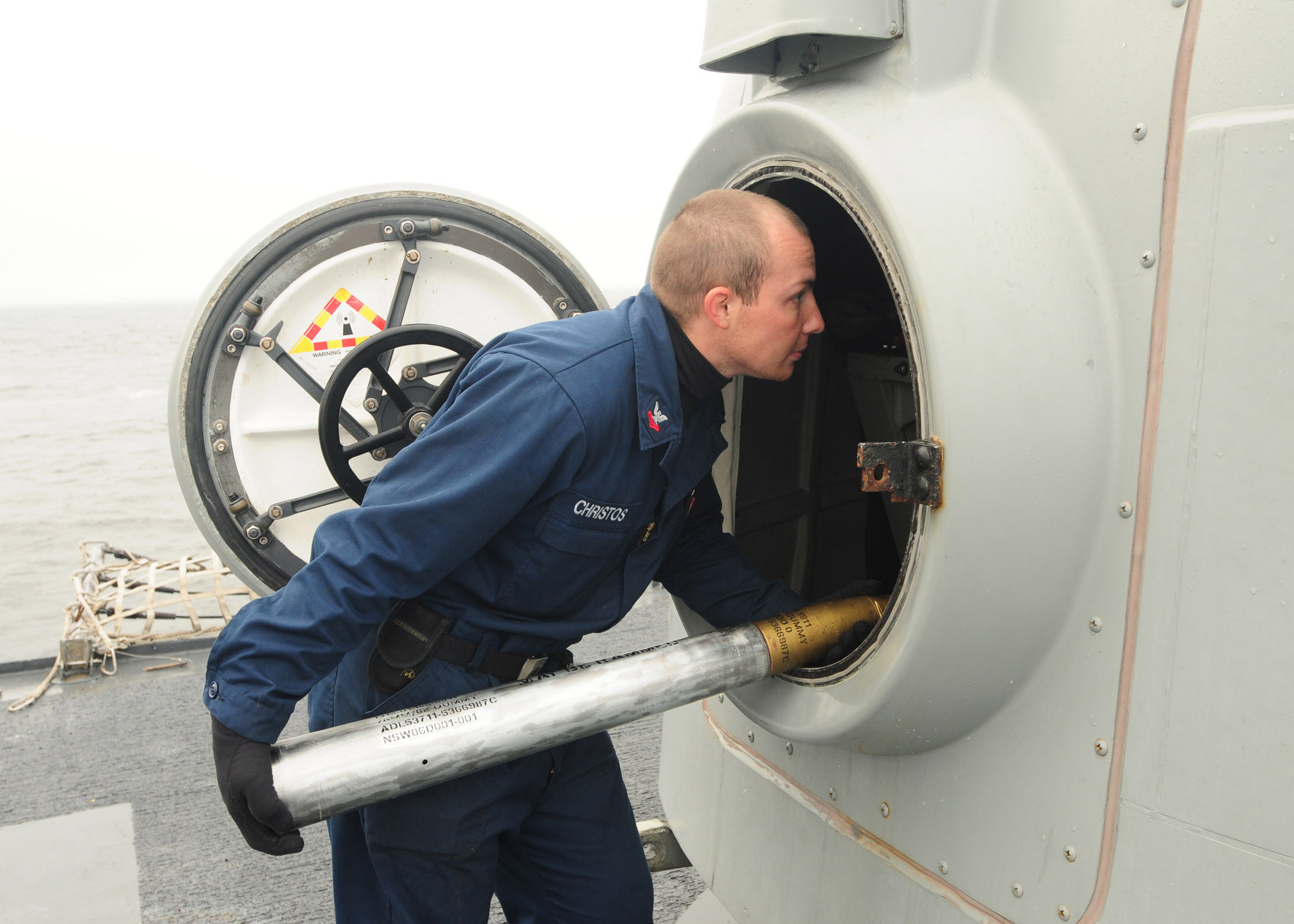
A kézi töltés is lehetséges
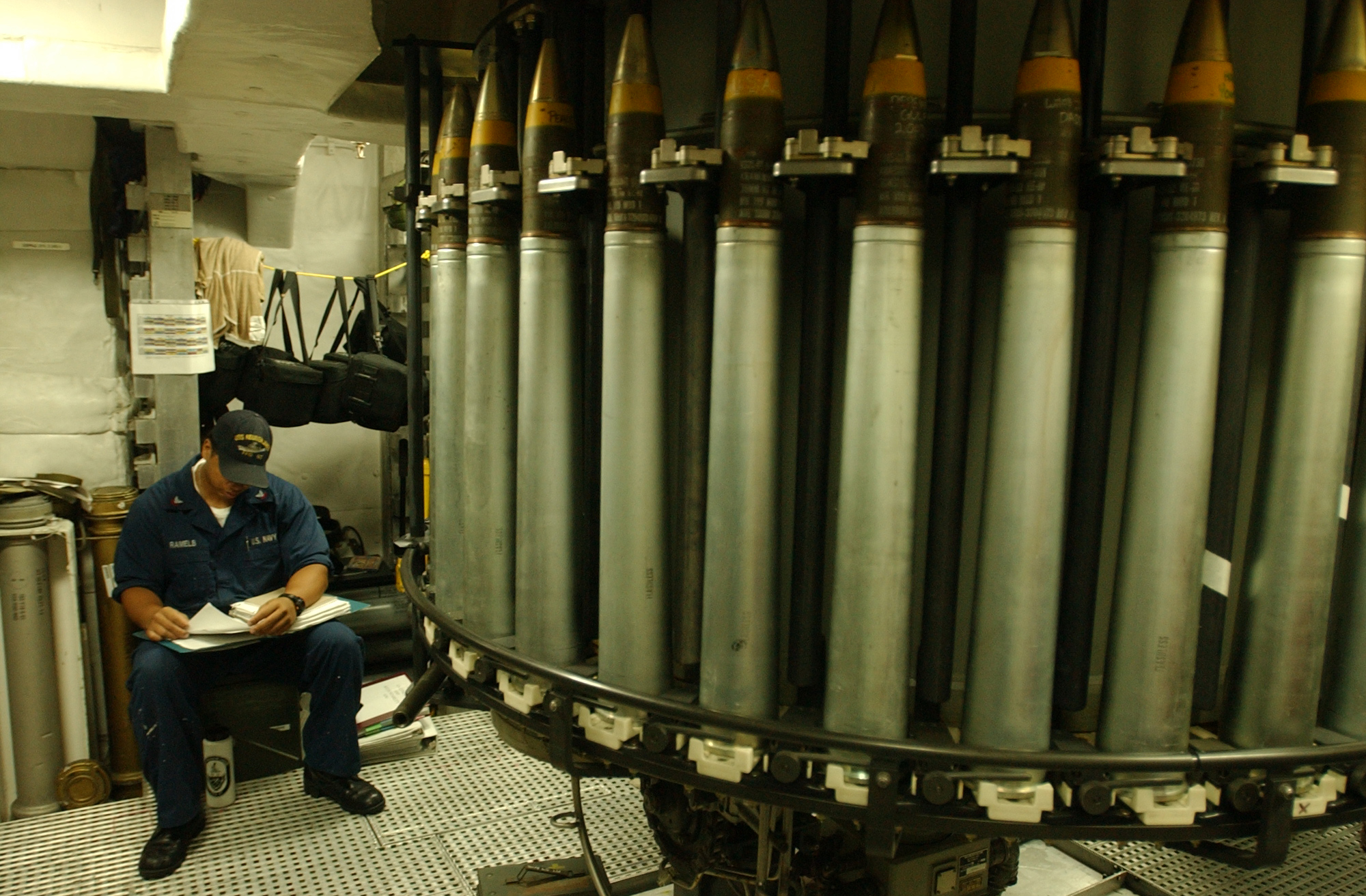
A fedélzet alatti lőszertároló egy amerikai hadihajón
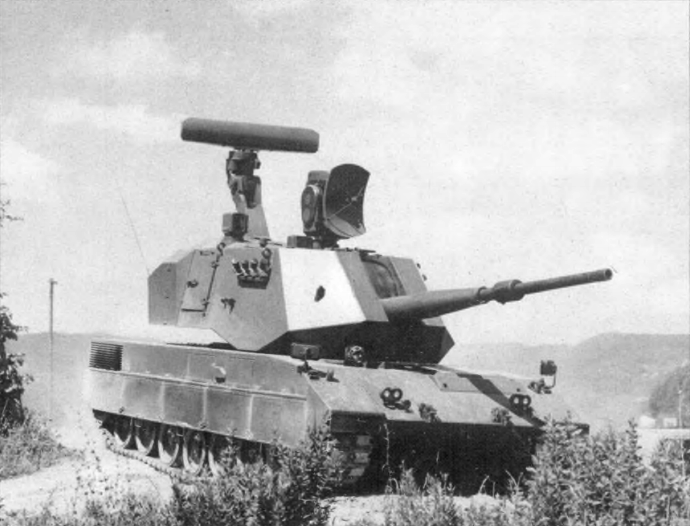
Otomatic önjáró légvédelmi löveg

## Lőszertípusok
- Standard repesz-romboló (HE): 6,296 kg tömegű, 16 km maximális és 8 km hatásos hatótávolságú lőszer földi, vízfelszíni és légi célok ellen - ez utóbbiak esetén 4 km a hatásos hatótávolsága.
- MOM (Multirole OTO Munition) - többcélú lövedék
- PFF: rakéta-elhárító lövedék közelségi gyújtóval felszerelve és wolfram golyókkal töltve.
- SAPOM: 6,35 kg tömegű, 16 km maximális hatótávolságú páncéltörő-romboló lőszer (SAPOMER változat 20 km-re is kilőhető)
- DART: irányított lövedék repülőgépek és rakéták ellen
- VULCANO: 5 kg tömegű irányított lövedék 40 km-es maximális lőtávolsággal, elsősorban nem mozgó célpontok ellen.

## Alkalmazók
A 76 mm-es tengerészeti lövegek különféle változatait mintegy 50 ország hadereje alkalmazza.

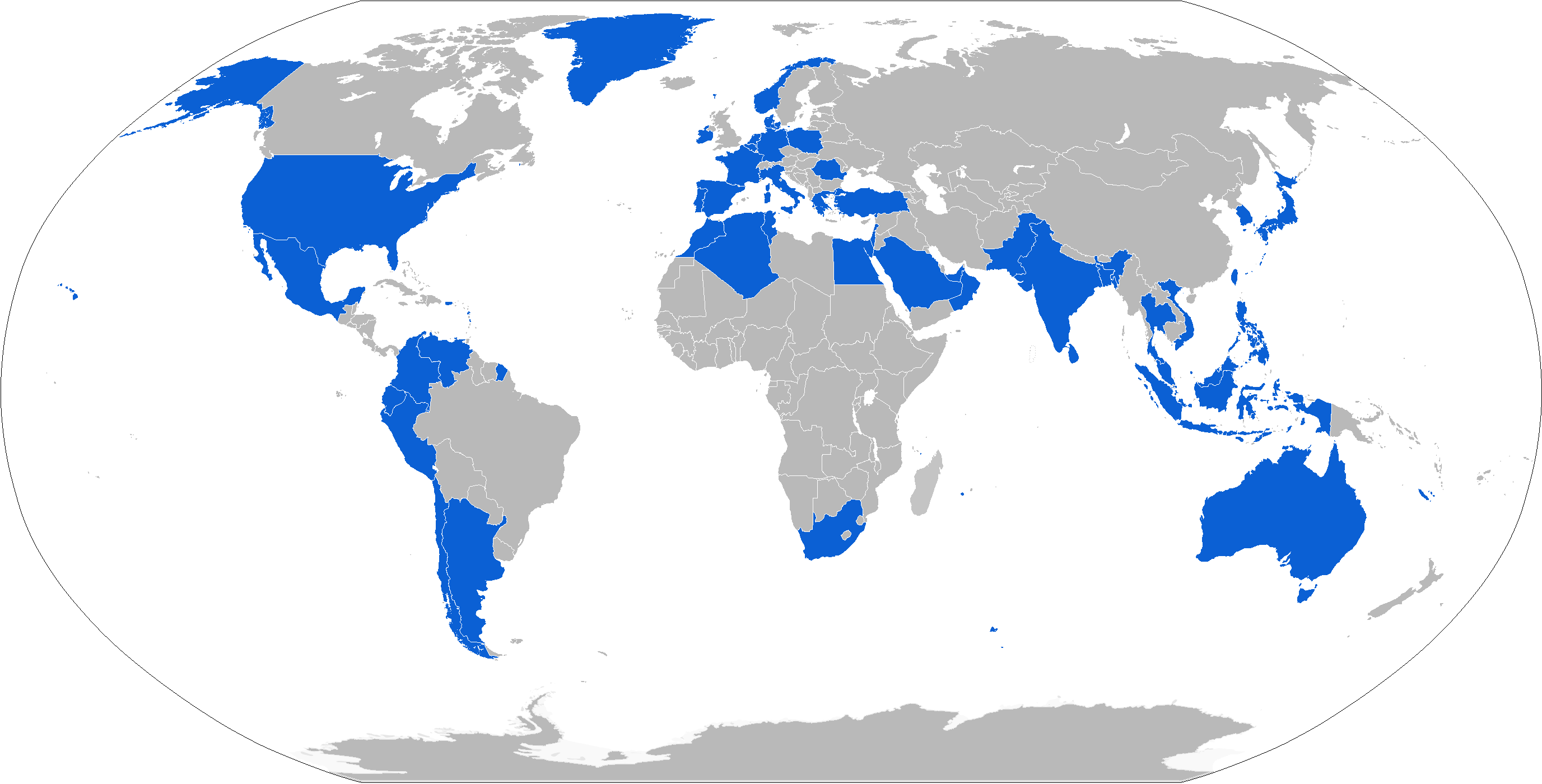
OTO Melara 76 mm-es lövegeket alkalmazó országok

## Fordítás
Ez a szócikk részben vagy egészben  az   OTO Melara 76 mm című angol Wikipédia-szócikk ezen változatának fordításán alapul.  Az eredeti cikk szerkesztőit annak laptörténete sorolja fel. Ez a jelzés csupán a megfogalmazás eredetét és a szerzői jogokat jelzi, nem szolgál a cikkben szereplő információk forrásmegjelöléseként.